# هاشم صباغیان
هاشم صباغیان (زاده ۱۵ فروردین ۱۳۱۶ در تهران) سیاستمدار ایرانی و عضو ارشد نهضت آزادی ایران است که در دولت موقت، بعد از احمد صدر حاج‌سیدجوادی، وزیر کشور شد.
مهندس هاشم صباغیان، مدرک کارشناسی ارشد خود را در رشتهٔ مهندسی راه و ساختمان از دانشکده فنی دانشگاه تهران در سال ۱۳۴۰ گرفت. وی از آغاز بنیان‌گذاری نهضت آزادی، به عضویت آن درآمده و علاوه بر عضویت در شورای مرکزی آن، رئیس هیئت اجرایی و عضو دفتر سیاسی آن نیز بوده‌است.
وی هم چنین در ۱۲ بهمن ۱۳۵۷ مسئولیت کمیته استقبال از آیت الله خمینی در تهران را عهده‌دار بود.

## کابینه دولت موقت
هاشم صباغیان در کابینه دولت موقت ابتدا رئیس دفتر نخست‌وزیر و سپس به سمت معاونت دولت در امور انتقالی و سرانجام به وزارت کشور منصوب شد.
مختصر بیوگرافی
- فروردین 1316  تولد در تهران
- ورود به     دبستان حافظ
- تحصیل     در مدرسه امیرکبیر
- تاسیس     انجمن اسلامی دانش آموزان مدرسه امیر کبیر
- تحصیل     در دبیرستان بهبهانی
- تحصیل     در دبیرستان مروی
- تیر1331     فعال در نهضت ملی شدن نفت
- مرداد     1332 همکاری با شاخه  جوانان نهضت     مقاومت ملی
- 1334     ورود به دانشکده فنی دانشگاه تهران
- 1337     عضویت در انجمن اسلامی دانشجویان و عضویت در هیات مرکزی انجمن
- 1339     عضویت درشاخه دانشجویان جبهه ملی دوم
- 1339     دستگیری توسط ساواک و زندانی در زندان قزل قلعه
- 1340     اخذ مدرک فوق لیسانس در رشته معماری و شهرسازی
- 1340     آغاز همکاری با حزب نهضت آزادی
- 1340     عضویت در انجمن اسلامی مهندسین
- 1340     استخدام در راه اهن
- 1340-1341     دستگیری توسط پلیس و زندانی در زندان قزل قلعه و سپس انتقال به زندان قصر
- 1340     سرپرستی خانه سازی و ترمیم نقاط زلزله زده در بویین زهرا
- 1341     سرپرستی ترمیم خانه های سیل زده نازی آباد
- 1342     استخدام در بانک رهنی
- 1342     استخدام در سازمان ملی زمین و مسکن
- آذر1343     ازدواج با سرکار خانم فرزانه توحیدی
- 1342     سرپرستی خانه سازی در نقاط زلزله زده خراسان
- 1345     سرپرست احداث پارک لاله تهران
- 1345سرپرستی     ساخت خانه های ارزان قیمت صددستگاه نارمک و کوی وحیدیه
- 1347آنجام     پروژه ساختمانی بهجت آباد تهران
- 1347     سرپرستی ساخت قسمتی از خانه های ارزان قیمت بانک رهنی در خیابان پیروزی
- 1352     سرپرستی ساخت مجتمع بانک توسعه کشاورزی
- 1356     عضو هیات امنای مسجد قبا
- مرداد     1357 دستگیری در شهر رفسنجان به دنبال اعتصاب عمومی
- 1357     عضو غیر رسمی شورای انقلاب
- آذر     1357 عضو هیات ساماندهی اعتصابات شرکت نفت و دیگر اعتصابات و تضمین عرضه نفت     برای مصارف داخلی
- بهمن     1357 مسئول کمیته استقبال از ورود امام
- بهمن     1357 معاون امور انتقال نخست وزیری مهندس بازگان
- 1357مسئول     رسیدگی به امور دربار
- 1357مسئول     انحلال حزب رستاخیز
- 1357مسئول     انحلال سازمان بازرسی ویژه
- 1357مسئول     انحلال ساواک
- خرداد     1358 وزیر کشور
- تیر     1358مسئول برگزاری انتخابات مجلس بررسی پیش نویس قانون اساسی
- آبان     1358 عضو هیات حسن نیت کردستان
- اسفند     1358 نماینده مردم تهران در مجلس شورای اسلامی و عضویت در کمیسیون مسکن و     شهرسازی
- 1364     مدیریت ساخت پروژه مسکونی فرمانیه (22واحد)
- 1370     مدیریت ساخت مجموعه مسکونی احتشامیه (20واحد)
- 1373مدیریت     ساخت مجموعه مسکونی کاوه (36 واحد)
- 1373     مدیریت ساخت مجموعه مسکونی بهار(20واحد)
- 1374     مدیریت ساخت مجتمع اداری تجاری سعدی (162واحد)
- 1379     مدیریت ساخت مجموعه مسکونی آجودانیه(49واحد)
- 1382     مدیریت ساخت مجموعه  نیلوفر(28واحد)
- 1383     مدیریت ساخت مجموعه مسکونی امید (92واحد)
- 1383     مدیریت ساخت مجموعه مسکونی سجاد(106 واحد)
- 1394     مدیریت ساخت مجموعه مسکونی طلوع کیش (487 واحد)
- 1398     مدیریت ساخت مجتمع تجاری اداری لاله (118 واحد)
- مهر     1389 بازداشت در اصفهان